# Sonny Spoon
Sonny Spoon è una serie televisiva statunitense del genere poliziesco in 15 episodi andati in onda per la prima volta nel corso di due stagioni nel 1988 sulla rete NBC. Nel cast, oltre a Mario Van Peebles, che interpreta il protagonista, il detective Sonny Spoon, compare anche il padre, Melvin Van Peebles, nel ruolo di Mel Spoon, padre di Sonny.

## Trama
Sonny Spoon è investigatore privato che usa la sua intelligenza e la sua furbizia per risolvere i crimini. Egli è assistito da Carolyn Gilder, una attraente avvocatessa. Sonny è un maestro di travestimenti. Utilizza una vasta rete di informatori e, nel corso della seconda stagione, è assistito anche dal padre Mel, proprietario di un bar.

## Personaggi
- Sonny Spoon, interpretato da Mario Van Peebles, giovane detective esperto di travestimento, appare come un misto tra Shaft e Serpico.
- Carolyn Gilder, interpretata da Terry Donahoe, assistente del procuratore distrettuale, aiuta Sonny nei casi che affronta.
- Lucius DeLuce, interpretato da Joe Shea, giornalaio.
- Mel Spoon, interpretato da Melvin Van Peebles.
- Monique, interpretata da Jordana Capra, adescatrice.
- Johnny Skates, interpretato da Bob Wieland.
- Det. Bartlett, interpretato da Larry Friel.

## Episodi
| Stagione         | Episodi | Prima TV originale |
| ---------------- | ------- | ------------------ |
| Prima stagione   | 8       | 1988               |
| Seconda stagione | 7       | 1988               |